# Sloanea pullei
Sloanea pullei är en tvåhjärtbladig växtart som beskrevs av Otto Christian Schmidt och Albert Charles Smith. Sloanea pullei ingår i släktet Sloanea och familjen Elaeocarpaceae. Inga underarter finns listade i Catalogue of Life.